# Ella Nor
Leonor Margarida Coelho Andrade (Barreiro, 13 de Setembro de 1994), mais conhecida pelo seu nome artístico Ella Nor, é uma cantora e atriz portuguesa. Vencedora do Festival RTP da Canção 2015, representou Portugal no Festival Eurovisão da Canção 2015, em Viena, na Áustria.

## Biografia
Desde os quatro anos que toca piano mas só começou a cantar quando foi preciso uma vocalista na banda do irmão. Andou 10 anos em escolas musicais. Em 2014 participou no programa The Voice Portugal da RTP tendo sido  inscrita pelos amigos.
Ainda em 2014 foi escolhida para a telenovela Água de Mar onde desempenhou o papel de "Joana Luz".
Em Março de 2015 venceu o Festival RTP da Canção 2015 com "Há Um Mar Que Nos Separa" da autoria de Miguel Gameiro sendo assim escolhida para representar Portugal em Viena, Áustria, no Festival Eurovisão da Canção 2015, deixando para trás alguns grandes nomes da música portuguesa como Adelaide Ferreira e Simone de Oliveira.
Em maio de 2016 lançou o álbum "Setembro" com 10 temas, todos de sua autoria, entre os quais ‘Strong For Too Long’ e ‘Já Conheci’, lançados anteriormente como single. O disco foi produzido pela Viagens a Marte, de Fernando Martins. Entre os temas podemos ainda encontrar um dueto com Marisa Liz em ‘Deixa-me o Chão’.
Muda de nome artístico para Ella Nor. Colabora num novo tema de Miguel Gameiro, "Ficas-me Bem". Ella Nor dá voz aos anúncios publicitários da Yorn, com a canção "Shake It", editada em Outubro de 2017 pelo selo Warner Music com quem assinou um contrato com direitos para todo o mundo.
A versão original do tema "Bang" em inglês começou a tocar na novela "A Herdeira" da TVI. A versão em português, adaptada do original em inglês com a colaboração de Carolina Deslandes, é o tema-genérico da novela "Jogo Duplo" da TVI.

## Discografia

### Álbuns

#### Álbuns de estúdio
| Detalhes do álbum                                                                                          | Melhores posições atingidas |
| Detalhes do álbum                                                                                          | POR                         |
| --- | --------------------------- |
| Setembro - Lançamento: 13 de maio de 2016 - Gravadora: Viagens a Marte - Formato(s): CD e download digital |                             |

### Singles

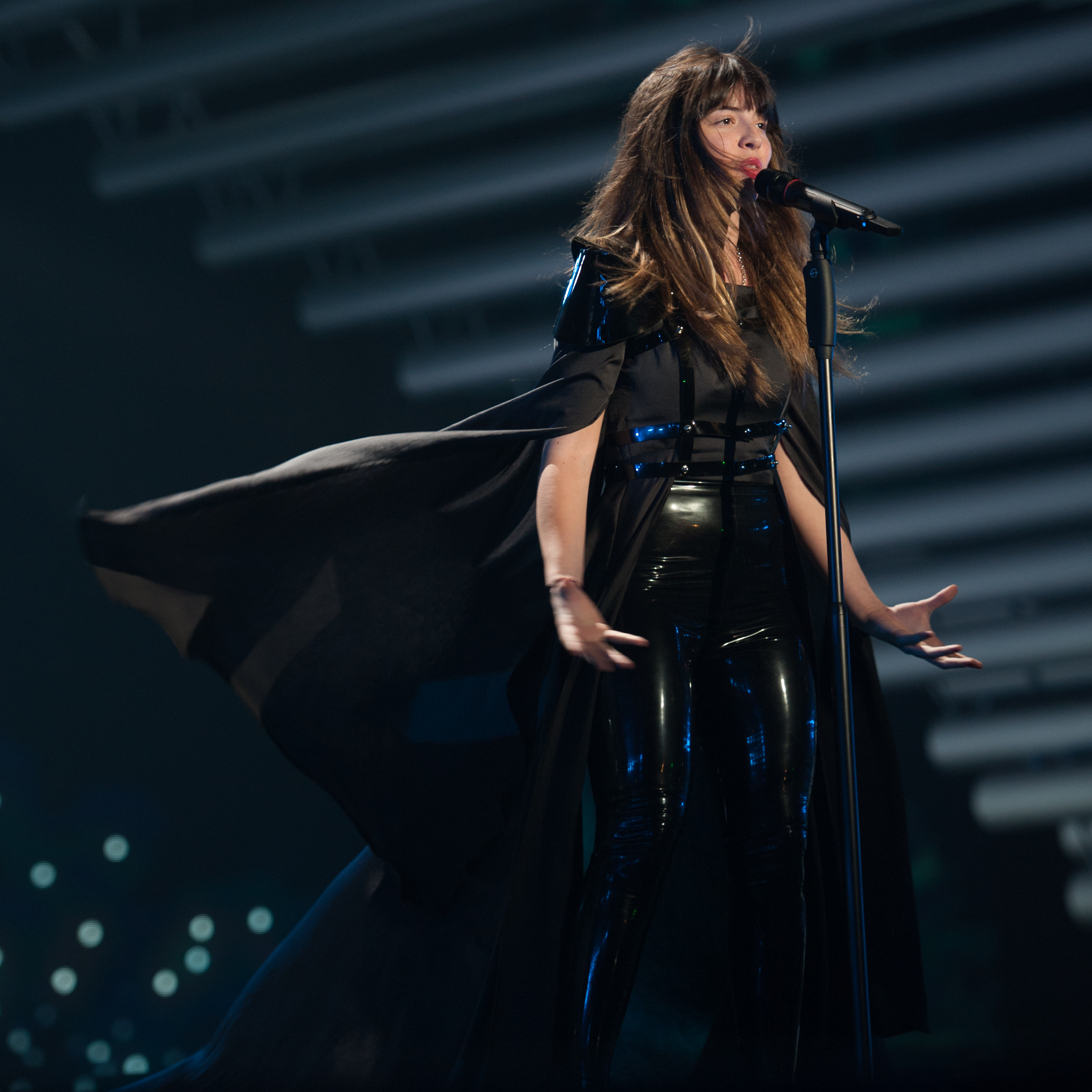
Leonor Andrade no palco do Festival Eurovisão da Canção 2015

| Ano  | Título                   | Álbum    | Posição nas listas | Posição nas listas | Posição nas listas |
| Ano  | Título                   | Álbum    | POR                | LUX                | LIT                |
| ---- | ------------------------ | -------- | ------------------ | ------------------ | ------------------ |
| 2015 | Há um mar que nos separa | N/A      | –                  | –                  | 2                  |
| 2015 | Já Conheci               | Setembro | –                  | 28                 | –                  |
| 2015 | Strong for Too Long      | Setembro | 7                  | –                  | –                  |
| 2016 | Não Dá Mais              | Setembro | 22                 | –                  | –                  |
| 2017 | Não                      | –        | –                  | –                  | –                  |
| 2017 | Shake It                 | –        | –                  | –                  | –                  |
| 2018 | Bang                     | –        | 30                 | –                  | –                  |

### Vídeos musicais
| Ano  | Obra                                     |
| ---- | ---------------------------------------- |
| 2015 | "Já Conheci"                             |
| 2015 | "Back to Black" (cover de Amy Winehouse) |
| 2015 | "Strong For Too Long"                    |
| 2017 | "Não"                                    |

## Filmografia
- "Água de Mar" — Joana (Serie de TV)
- "Alisa - A Heroína do Futuro" — Salda, cantor (Oceano de amor, Classe superior para nós, Nunca Diga Nunca, Há um mar que nós separa) (Português Europeu Dobragem)